# Gramsh
Gramsh (albanisch auch Gramshi) ist eine Kleinstadt im Südosten Albaniens mit 6786 Einwohnern (Volkszählung 2023). Der Ort liegt im Tal des Flusses Devoll rund 50 Kilometer südlich von Elbasan.

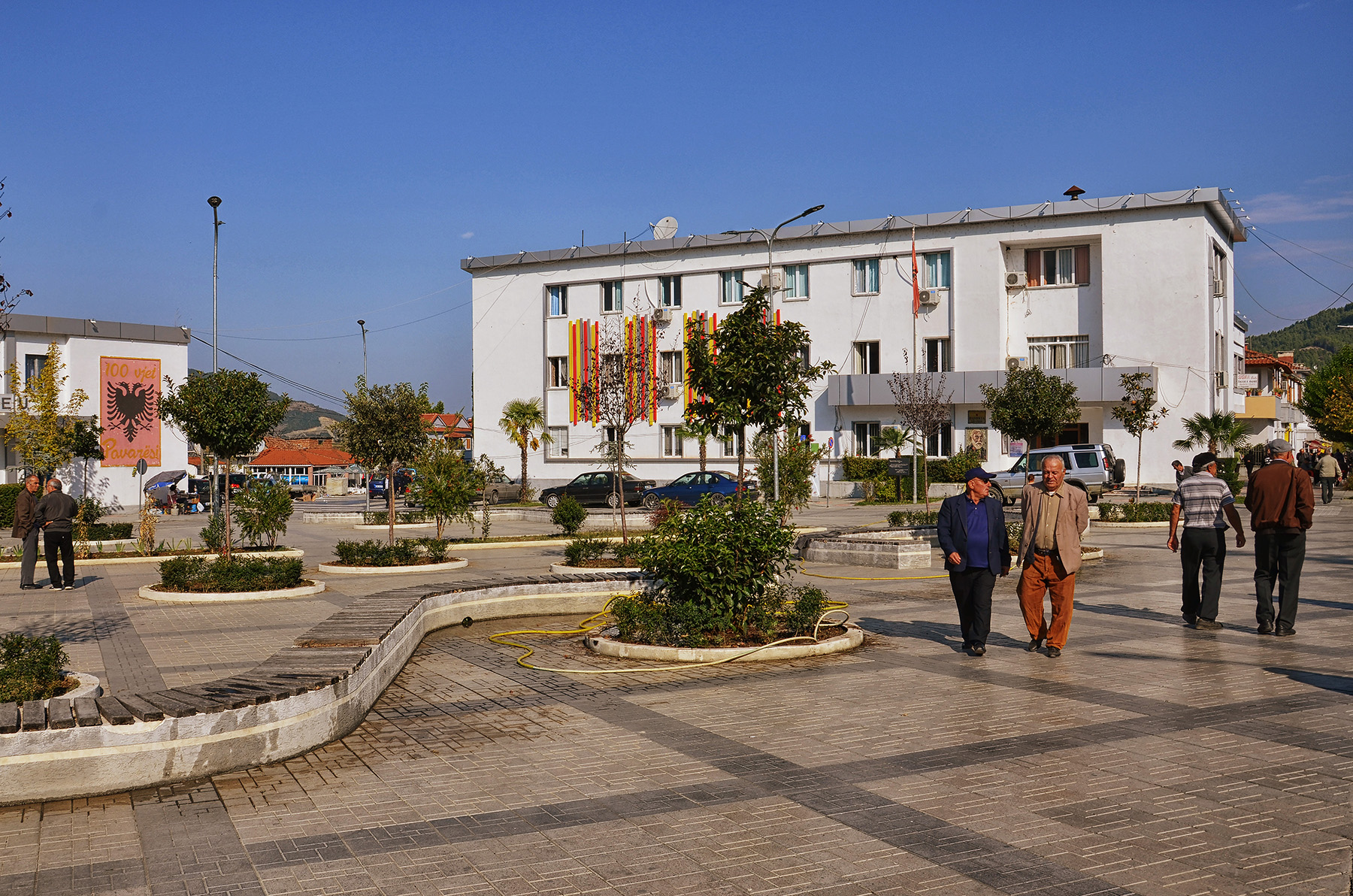
Hauptplatz

Gramsh ist Hauptort der Bashkia (Gemeinde) Gramsh. Bis 2015 gehörte hierzu lediglich die Stadt. Nach einer Eingemeindung der übrigen Gemeinden des aufgehobenen Kreises Gramsh umfasst die Gemeinde ein Gebiet von rund 739 Quadratkilometern mit 16.533 Einwohnern (Volkszählung 2023). Wie viele ländliche Regionen Albaniens ist auch die Gemeinde Gramsh stark von Abwanderung betroffen. Seit der Volkszählung 2011 (24.231 Einwohnern) hat die Region 32 % der Bevölkerung verloren. In der Stadt Gramsh ging die Einwohnerzahl um 20 % zurück.
| Name         | Einwohner 2023 | Einwohner 2011 |
| ------------ | -------------- | -------------- |
| Gramsh       | 6.786          | 8.440          |
| Kodovjat     | 1.551          | 2.355          |
| Kukur        | 1.386          | 2.560          |
| Kushova      | 418            | 659            |
| Lenias       | 486            | 779            |
| Pishaj       | 3.341          | 4.906          |
| Poroçan      | 740            | 1.269          |
| Skënderbegas | 667            | 1.239          |
| Sult         | 358            | 631            |
| Tunja        | 800            | 1.393          |
| Total        | 16.533         | 24.231         |

Zur osmanischen Zeit war Gramsh ein kleiner Marktort. Während der kommunistischen Herrschaft wurden vor Ort Lebensmittel- und Alkoholproduktionsstätten und vor allem Munitionsfabriken errichtet, so dass sich Gramsh zu einer kleinen Stadt entwickelte.
Von Elbasan aus ist der Ort auf gut ausgebauten Straßen zu erreichen. Aufgrund des Baus eines weiteren Wasserkraftwerks ist die Straße von Gramsh nach Korça streckenweise unasphaltiert.